# 印度河-恒河平原
印度河-恆河平原（英語：Indo-Gangetic Plain），又稱北方平原（Northern Plain）或北印度河平原（North Indian River Plain），是一片擁有肥沃土壤的平原，橫跨印度次大陸北部和東北部，面積達70萬平方公里（27萬平方英里）的區域。它涵蓋印度北部和東部、巴基斯坦東部、尼泊爾南部以及幾乎整個孟加拉國。該平原以流經該地區的兩大主要河流系統 - 印度河和恆河而得名。
平原從北方的喜馬拉雅山脈延伸至南方的德干高原北部邊緣，並從東方的印度東北部延伸至西方的伊朗邊境。這塊平原是印度次大陸上許多主要城市的所在地，居住的人口佔世界人口的近七分之一。由於該地區是由印度河、恆河和布拉馬普特拉河（上游為中國的雅魯藏布江）三大河流的沉積物所形成，讓此平原具有世界上最大，且不間斷的沖積層。由於此地有豐富的水資源，而成為世界上人口最稠密和農業耕作最為密集的地區之一。

## 歷史

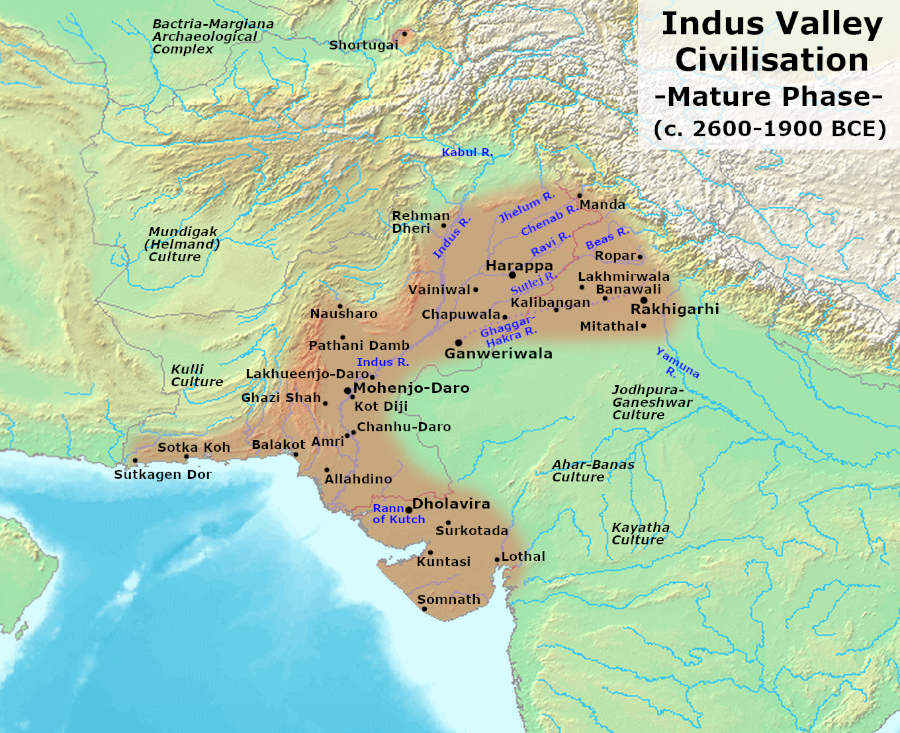
印度河-恆河平原西部，印度河流域文明所涵蓋的地理範圍。

印度河流域文明於公元前3000年發源於此地，是印度次大陸上最早的人類定居點之一。此地區在吠陀時期（約公元前1500年至600年）被稱為"雅利安國"（義為雅利安人的神聖國土）。根據《摩奴法論 (2.22)》，"雅利安國"是位於"喜馬拉雅山脈和溫迪亞山脈之間的區域，從東方之海（孟加拉灣）延伸到西方之海（阿拉伯海）"。此地區是史上被稱為印度斯坦的一部分，印度斯坦這一名稱曾指整個印度次大陸。"印度斯坦人"也常指代該地區的人民、音樂及文化。
這塊肥沃的土地曾促進多個帝國的崛起和擴張，例如孔雀王朝、貴霜帝國和笈多王朝，它們的人口和政治中心都設於這塊平原上。孔雀王朝存在於公元前4世紀至公元前2世紀，曾將印度次大陸的大部分地區統一，是印度次大陸上有史以來最大的帝國。貴霜帝國於公元1世紀中期由今日的阿富汗擴張到印度次大陸的西北部。絲綢之路的海上貿易部分於此期間蓬勃發展。笈多時期存在於公元4世紀至公元7世紀，以其藝術、建築和科學而聞名。
此地區的大部分在公元12世紀時由拉傑普特人統治。拉傑普特人國王普里色毗羅闍三世統一幾個拉傑普特邦國，並在1191年的第一次塔蘭戰役中擊敗由阿富汗入侵的希哈布丁·戈里（古爾王朝）軍隊。然而希哈布丁在第二次塔蘭戰役中擊敗拉傑普特人，結果是信奉伊斯蘭教的突厥語族奴隸所建的德里蘇丹國在13世紀於當地崛起。蒙兀兒帝國開國君主巴布爾於公元1526年越過開伯爾山口，橫掃此地，建立帝國（此帝國政府由信仰伊斯蘭教的穆斯林構成），在接下來的近三個世紀裡成為這個地區的統治者。
由印度人希瓦吉建立的馬拉塔帝國在公元18世紀初曾短暫佔領此地。大約在同一時期，名為蘭季德·辛格的錫克人在印度河-恆河平原的西北部建立錫克帝國。歐洲人於公元15世紀末抵達印度南部（也稱印度半島）。英國東印度公司歷經普拉西戰役（1757年）和布克薩爾戰役（1767年）之後，將其在恆河下游平原的勢力鞏固。當馬拉塔帝國也被英國東印度公司擊敗之後，整個印度河-恆河平原即受英國統治。這段統治期間持續到1947年印度宣佈獨立為止。

## 地質

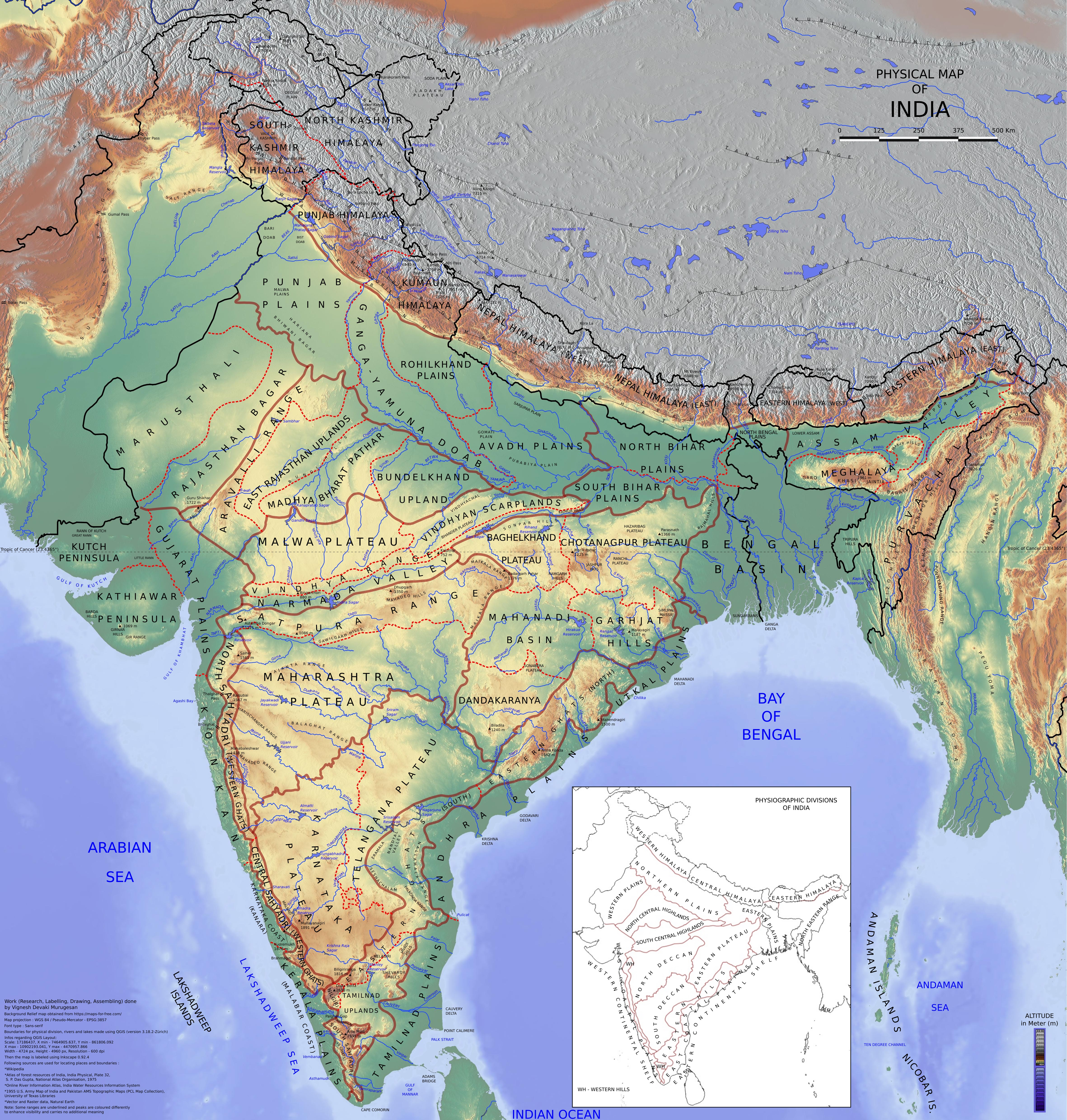
用以顯示印度不同區域的地形圖。

這塊平原以流經當地的兩大主要河流系統 - 印度河和恆河來命名。此地區的形成是由於印度河、恆河和布拉馬普特拉河三大主要河流系統持續將泥沙沉積在北部喜馬拉雅山脈和南部德干高原之間既有的窪地中的結果。關於這塊窪地的形成方式，有不同的理論。印度地質學家達拉肖·瓦迪亞認為此窪地是自南部高原和北部山脈形成以來就存在的溝槽。奧地利地質學家愛德華·修斯則認為這個窪地是一個大型的向斜構造，是喜馬拉雅山脈向南推進，而受印度大陸阻擋時形成。
曾於19世紀末期擔任印度測繪局局長的前英國軍官悉尼·布拉德認為，該地區是地殼中存在的一條深邃的裂谷，後來被沖積物填滿。他還指出喜馬拉雅山脈和德干高原地區存在其他裂谷。然而，美國費迪南德·海登和英國理查德·奧爾德姆等地質學家駁斥這一觀點，他們表示沒有證據表明有裂谷存在，而且並不可能存在如此巨大的裂谷。根據最近的研究，由於印度板塊向北漂移，史前特提斯洋海床上的沉積物向北端褶皺，後來由於北部喜馬拉雅山脈的隆起而形成槽地。該地區在淤泥長期沉積，而成為一最大，且不間斷的沖積層。

## 地理

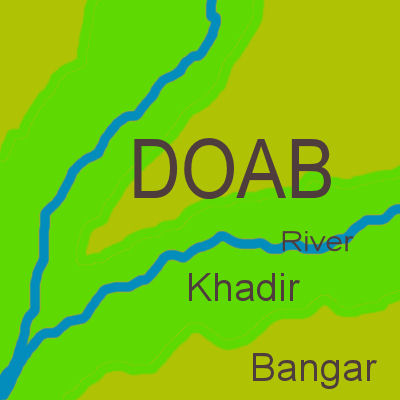
在雙河間地區 (doab)，卡迪爾 (khadar)（綠色部分）位於河流旁邊，而邦戈爾 (bangar)（橄欖色部分）地勢較高且距離河流更遠。

這片肥沃的平原橫跨印度次大陸北部和東北部，面積有70萬平方公里。涵蓋印度北部和東部、巴基斯坦東部、尼泊爾南部以及幾乎整個孟加拉國。從北方的喜馬拉雅山脈延伸至南方的溫迪亞山脈、薩特布拉山脈以及喬塔納格浦爾高原，並從東方的印度東北部延伸至西方的伊朗邊境。此地是許多主要城市的所在地，居住人口近世界人口的七分之一。它主要涵蓋印度西部的拉賈斯坦邦、西北部的旁遮普邦、哈里亞納邦、昌迪加爾和德里（此兩處為聯邦屬地）、北部的北方邦、東部的比哈爾邦和西孟加拉邦以及東北部的阿薩姆邦。
印度河-恆河平原被德里嶺分為兩個流域，德里嶺是阿拉瓦利山脈向北的延伸。西部由印度河水系流向海洋（阿拉伯海），東部則由恆河-布拉馬普特拉河水系組合後流向海洋（孟加拉灣）。此平原包含四個不同的地理區域：
- 巴布爾區域: 這是一個狹窄的區域，寬約7-15公里（4.3-9.3英里），位於喜馬拉雅山山麓的正下方。這個地帶的地層滲透性極高，主要由河流攜帶的石頭和岩石組成。大多數溪流帶來的河水在這個區域都滲入地下。[23]
- 特萊平原: 這是緊鄰巴布爾區域的地帶。區域主要由重新出現的溪流和河流沉積的新淤泥所組成。於一年中大部分時間都有大量降雨，地表由茂密的濕潤常綠植被覆蓋。[23][28]
- 邦戈爾 (Bangar): 這個地帶由河流沉積的較老沖積土組成，形成洪泛平原上的主要肥沃區域。也包含紅土沉積。[23]
- 卡迪爾 (Khadir): 最後一個區域涵蓋邦戈爾地帶以南的低窪地區。主要由河流流經平原上部時攜帶的新淤泥組成。[23]

## 水文與氣候
此地區有三大河流系統，地下水位高。由於當地豐富的水資源和肥沃的沖積土壤，而成為世界上人口最稠密和農業耕作最密集的地區之一。平原東部在夏季後的季風期間降雨量大，經常導致洪水，並造成水災。降雨量從東向西遞減，西部地區包含較乾燥的區域，如塔爾沙漠。

## 其中所含較小地理單元
此平原可再細分為各種次地理單元，例如巴基斯坦的信德平原（Sindh Plains）和印度河三角洲、印度和巴基斯坦的拉賈斯坦平原（Rajasthan Plain）和旁遮普平原（也稱Punjab-Haryana Plain）、印度和孟加拉國的恆河平原（Ganga plain）、印度的布拉馬普特拉河谷、尼泊爾的特萊平原，以及印度和孟加拉國的恆河-布拉馬普特拉河三角洲（也有恆河三角洲（Ganges Delta）之稱）。

### 信德平原
信德平原構成印度河-恆河平原的西部，涵蓋巴基斯坦塔爾沙漠以西的信德省地區，北部與旁遮普平原接壤，南部則是印度河三角洲。此地區年降雨量約為13英寸（330毫米），主要集中在6月至9月。當地主要的經濟活動為農業。

### 印度河三角洲

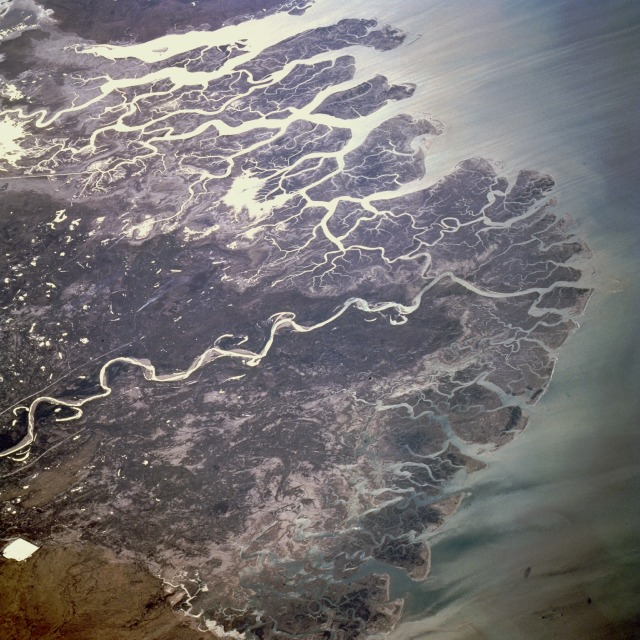
美國國家航空暨太空總署（NASA）提供的印度河三角洲衛星照片。

印度河三角洲涵蓋的是印度河流入阿拉伯海的區域。三角洲的大部分位於巴基斯坦南部的信德省，一小部分位於印度的卡奇縣。三角洲的面積約為41,440平方公里（16,000平方英里），在與海洋交匯處的寬度約為210公里（130英里）。此地區氣候乾旱，年降雨量僅為25至50厘米（9.8至19.7英寸）。自1940年代以來，由於大量印度河水受到大模灌溉工程截取，導致三角洲的水量減少。該地區是世界上最大的乾旱紅樹林所在地。根據2003年的估算，印度河三角洲活躍區域的人口數為九十萬，漁業為當地主要的產業。

### 拉賈斯坦平原

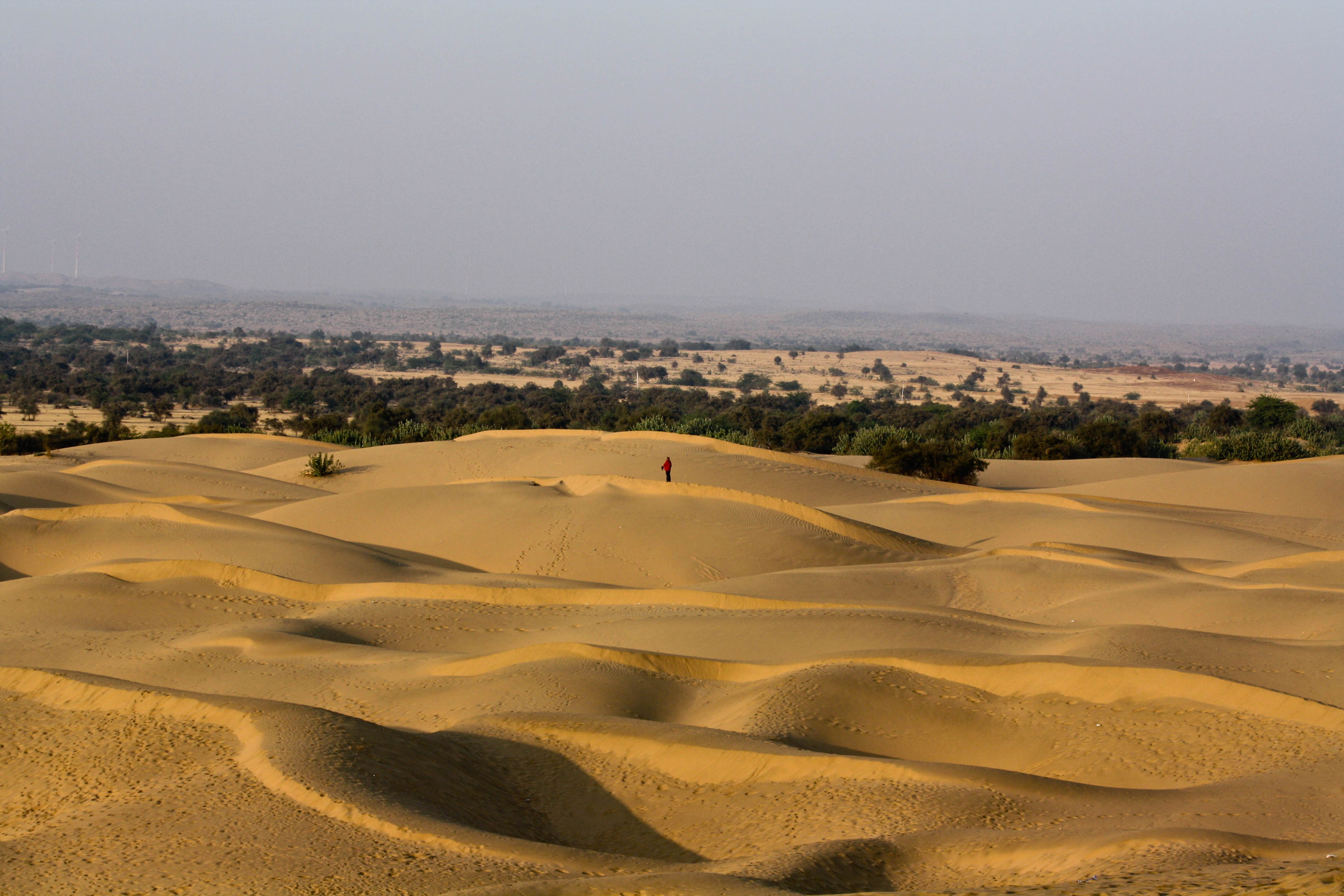
塔爾沙漠。

拉賈斯坦平原是印度河-恆河平原印度中的最西端，主要由塔爾沙漠組成。塔爾沙漠的面積為20萬平方公里（7.7萬平方英里），延伸達650公里（400英里）。約四分之三的平原位於印度，其餘位於巴基斯坦。在印度，這個地區的三分之二屬於拉賈斯坦邦西部，向阿拉瓦利山脈以西延伸，其餘部分則是哈里亞納邦、旁遮普邦和古吉拉特邦的部分地區。該地區的平均海拔為325公尺（1,066英尺），從東向西逐漸降低，在靠近印度河三角洲和 卡奇鹽沼時降至約150公尺（490英尺）。該地區的西部由移動沙丘（當地稱dharian）覆蓋，東部地區（拉賈斯坦邦戈爾）則多岩石。該地區大多為乾旱氣候，只有盧尼河等季節性河流能供水，以支持規模有限的農業。

### 旁遮普平原
旁遮普平原位於拉賈斯坦平原的東部和東北部。它以西北至東南走向延伸640公里（400英里），直至阿拉瓦利山脈，寬約300公里（190英里），從印度的哈里亞納邦延伸到巴基斯坦的旁遮普省。海拔從北部的275公尺（902英尺）到西南部的176公尺（577英尺）不等。該平原西部較大的區域主要由印度河的支流（拉維河、比亞斯河和薩特萊傑河）排水。東部邊界的一小塊狹長區域則由亞穆納河排水。包含德里市的中間地帶，除季節性的格加爾-哈克拉河外，基本上沒有主要河流。該地區屬於濕潤的亞熱帶氣候，冬季乾燥，大部分降雨發生在7月至9月的西南季風期間。

### 恆河平原

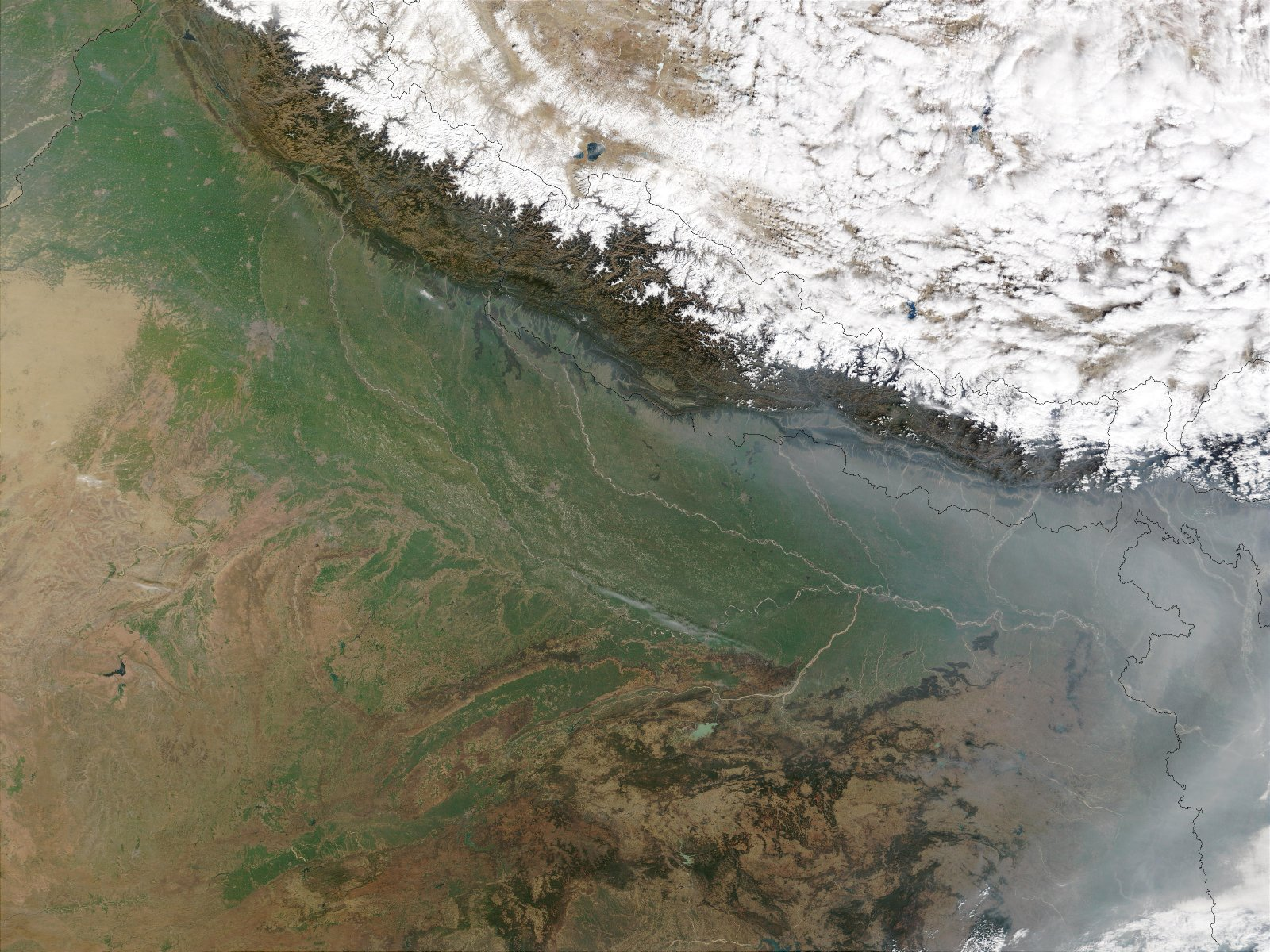
恆河平原位於印度河-恆河平原的東部地區（圖上方喜馬拉雅山脈下方淺色部分）。

恆河平原是印度河-恆河平原中最大的次單元，橫跨北方邦、比哈爾邦和西孟加拉邦，面積達37.5萬平方公里（14.5萬平方英里）。恆河及其支流，如亞穆納河、戈默蒂河、加格拉河、甘達克河、昌巴爾河、戈西河和松河，都流入該地區。源自喜馬拉雅山脈和德干高原的各條河流和溪流為該地區提供肥沃的土壤。該地區地勢向東南方向緩緩傾斜，分為上恆河平原、中恆河平原和下恆河平原三個區域。上恆河平原從北部的西瓦利克山脈延伸至南部的德干高原，面積達14.9萬平方公里（5.8萬平方英里），亞穆納河大致構成其西部邊界。該區域南北長約550公里（340英里），東西寬約380公里（240英里），平均海拔為100-300公尺（330-980英尺）。
中恆河平原向上恆河平原東部延伸，構成北方邦東部和比哈爾邦的一部分。面積達14.4萬平方公里（5.6萬平方英里），南北長330公里（210英里），東西寬600公里（370英里）。海拔從西部邊界的100公尺（330英尺）到東南方向的30公尺（98英尺）不等。該平原主要由加格拉河、甘達克河和科西河排水。下恆河平原包括比哈爾邦、西孟加拉邦的部分地區以及孟加拉國的大部分地區。它沿著從北部喜馬拉雅山麓到南部孟加拉灣的580公里（360英里）地帶延伸，面積達8.1萬平方公里（3.1萬平方英里），西起措達那格浦爾高原，東至孟加拉國與印度的東部邊界。西部邊界的平均海拔為50公尺（160英尺）。

### 布拉馬普特拉河谷

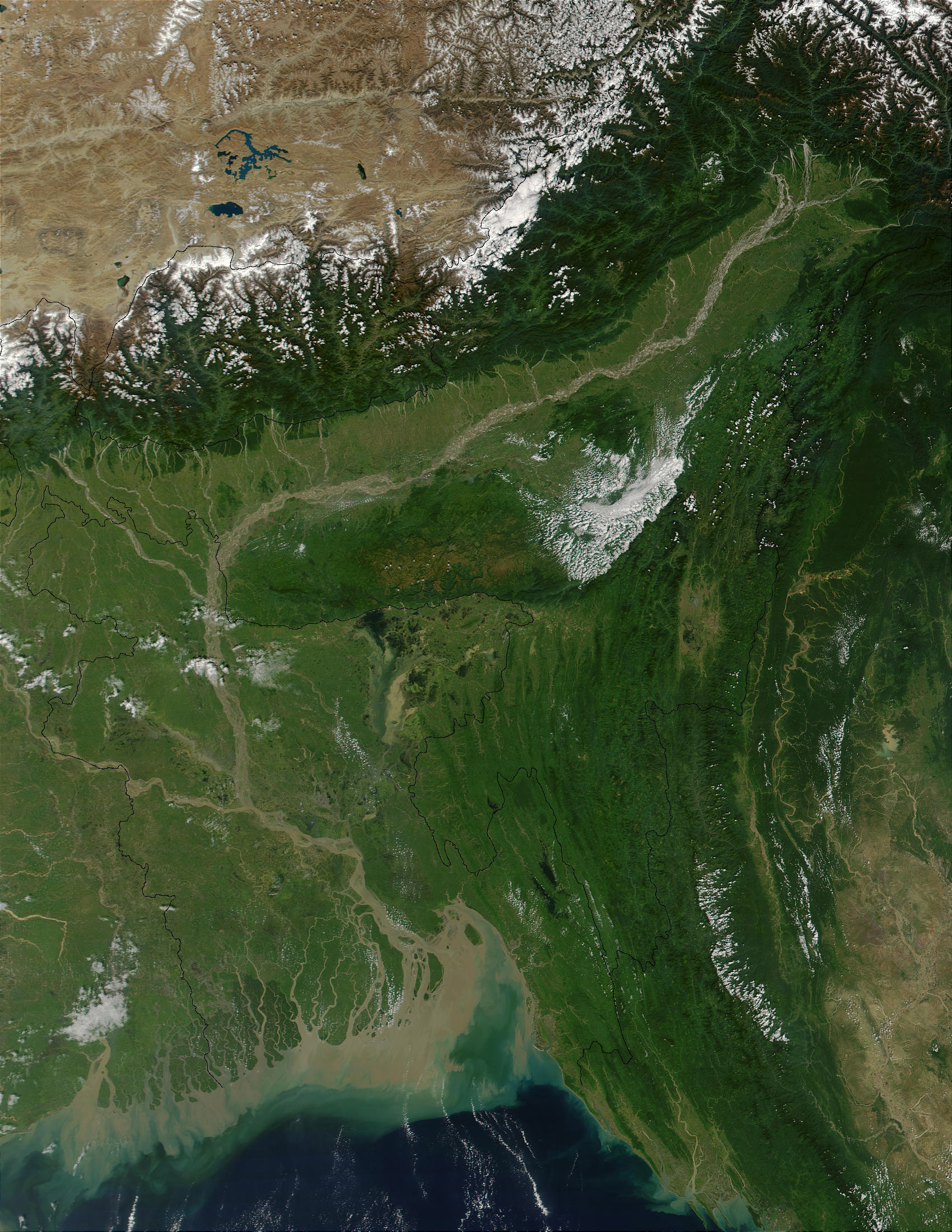
於阿薩姆邦的布拉馬普特拉河谷。

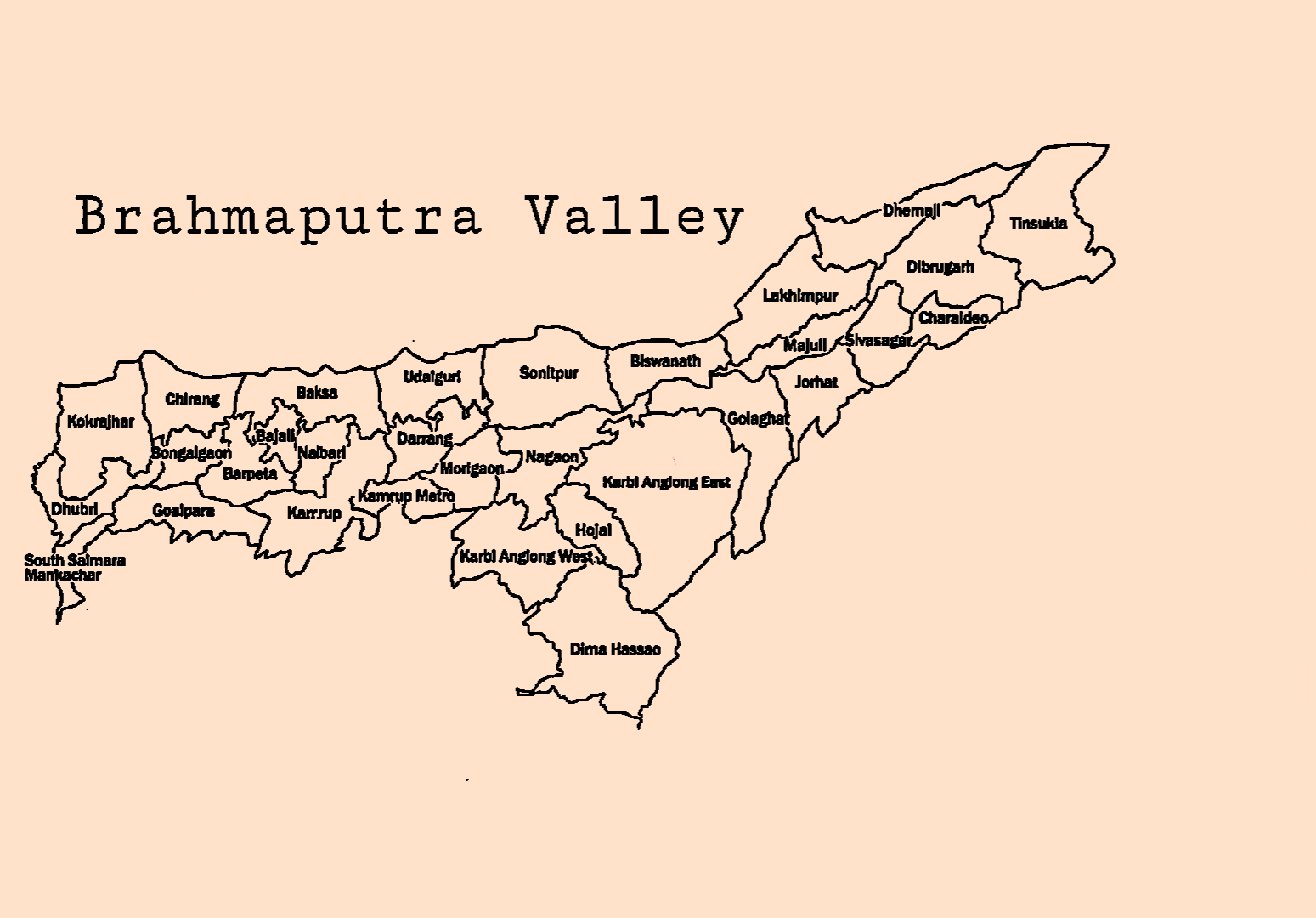
布拉馬普特拉河谷地圖。

布拉馬普特拉河谷主要涵蓋印度阿薩姆邦，是印度河-恆河平原向東的延伸。它從北部阿魯納查邦的東喜馬拉雅山脈延伸至南部的加羅-卡西-詹蒂亞山脈（Garo-Khasi-Jaintia  range）和米基爾山脈。其東部是帕凱山和那加丘陵，西部是下恆河平原的邊界。估計該地區的面積為5.6萬平方公里（2.2萬平方英里），由布拉馬普特拉河及其支流排水。海拔從東部的130公尺（430英尺）到西部的30公尺（98英尺）不等。

### 恆河-布拉馬普特拉河三角洲

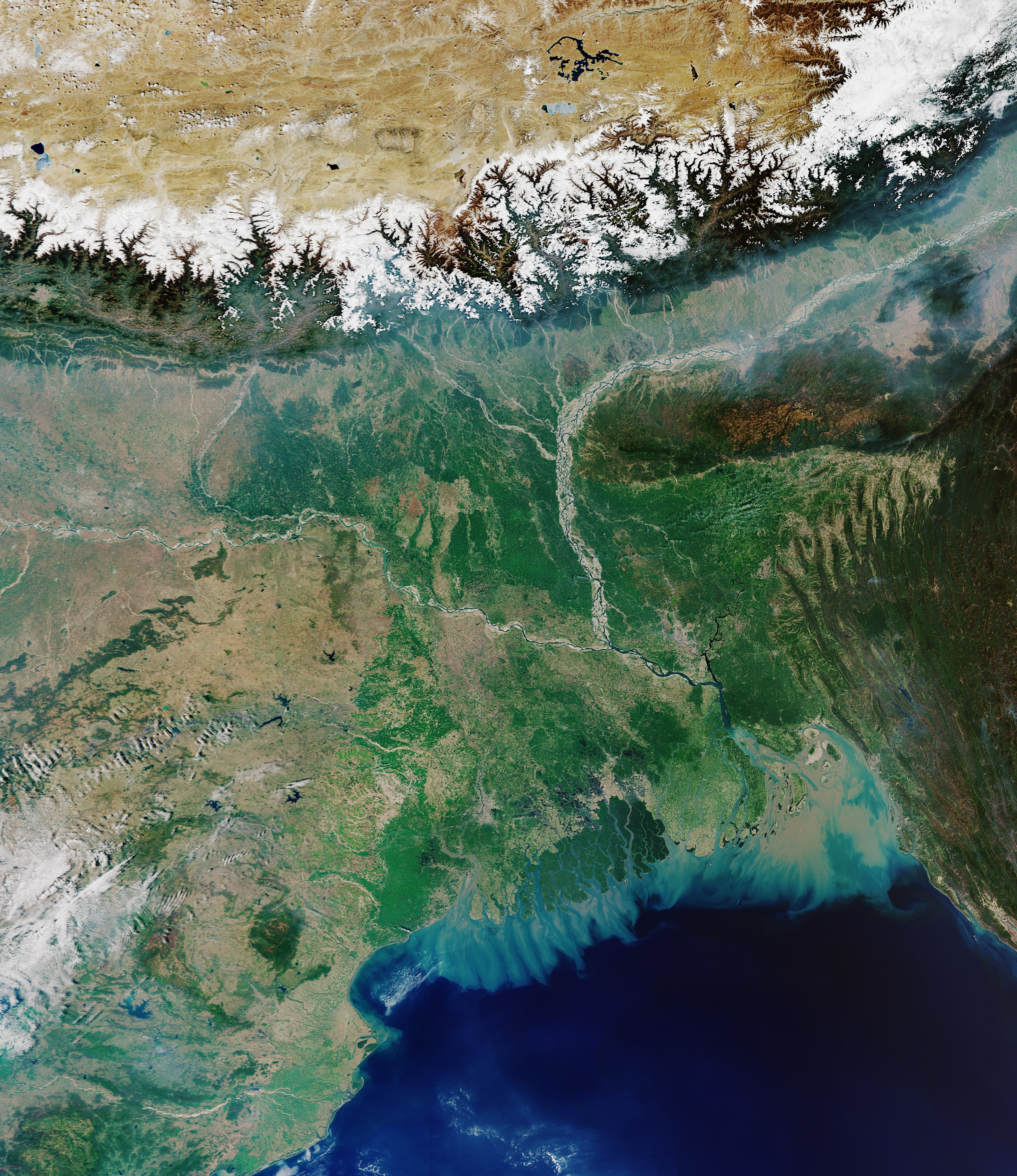
恆河-布拉馬普特拉河三角洲（圖下方深色部分為孟加拉灣）。

恆河-布拉馬普特拉河三角洲是由恆河和布拉馬普特拉河在匯入孟加拉灣時形成的河流三角洲。它橫跨孟加拉地區，包括孟加拉國和印度西孟加拉邦，是世界上最大的河流三角洲，也是該平原最肥沃的地區之一。此三角洲從西部的胡格利河向東延伸約260公里（160英里）至梅格納河。面積超過10萬平方公里（3.9萬平方英里），其中三分之二位於孟加拉國。它也是世界上人口最稠密的地區之一，居民超過1.3億。該地區容易遭受強烈的熱帶氣旋侵襲。當地最重要的產業為農業和漁業。

## 註記
1. ↑  The Thar desert is sometimes classified as a separate geographical entity from the Indo-Gangetic plains due to its distinct topography compared to rest of the plains.

## 書目
- Jadunath Sarkar. . Orient Longmans. 1960. ISBN 9780861251551 （英语）.
- Satish Chandra.  3rd. Har-Anand. 2006 [First published 1997]. ISBN 978-81-241-1064-5.

Template:Geography of India
27°N 80°E / 27°N 80°E